# Championnat d'Inde de football 1997-1998
Navigation
Saison suivante Saison suivante
La saison 1997-1998 du Championnat d'Inde de football est la deuxième édition du championnat national de première division indienne. Les dix meilleurs clubs du pays prennent part au championnat organisé par la fédération. Les équipes sont regroupées au sein d'une poule unique où elles s'affrontent deux fois, à domicile et à l'extérieur. À la fin de la saison, il n'y a pas de relégation et deux clubs sont promus en National Football League.
C'est le club de Mohun Bagan qui remporte la compétition après avoir terminé en tête du classement final, avec trois points d'avance sur Kingfisher East Bengal et quatre sur Salgaocar SC. C'est donc le premier titre de champion d'Inde de l'histoire du club, qui réussit à gagner le championnat après avoir été repêché à l'issue de la saison précédente.

## Les clubs participants
| - JCT Mills - Kingfisher East Bengal - Salgaocar SC - Indian Bank FC - FC Kochin - Promu de D2 | - Dempo SC - Air India Club - Churchill Brothers SC - Mahindra United - Mohun Bagan |

## Compétition
Le classement est établi sur le barème de points classique (victoire à 3 points, match nul à 1, défaite à 0).

### Classement
| Rang | Équipe                 | Pts | J  | G | N | P  | Bp | Bc | Diff |
| ---- | ---------------------- | --- | -- | - | - | -- | -- | -- | ---- |
| 1    | Mohun Bagan            | 34  | 18 | 9 | 6 | 2  | 20 | 10 | +10  |
| 2    | Kingfisher East Bengal | 31  | 18 | 8 | 7 | 3  | 18 | 10 | +8   |
| 3    | Salgaocar SC C         | 30  | 18 | 8 | 6 | 4  | 19 | 13 | +6   |
| 4    | Kochin FC P            | 29  | 18 | 8 | 5 | 5  | 26 | 20 | +6   |
| 5    | Air India Club         | 26  | 18 | 6 | 8 | 4  | 18 | 16 | +2   |
| 6    | Dempo SC               | 22  | 18 | 5 | 7 | 6  | 20 | 22 | -2   |
| 7    | JCT Mills T            | 21  | 18 | 4 | 9 | 5  | 19 | 15 | +4   |
| 8    | Indian Bank            | 21  | 18 | 5 | 6 | 7  | 20 | 23 | -3   |
| 9    | Churchill Brothers SC  | 19  | 18 | 4 | 7 | 7  | 20 | 26 | -6   |
| 10   | Mahindra United        | 5   | 18 | 1 | 2 | 15 | 5  | 30 | -25  |

|  | Champion d'Inde                                                                     |
|  | Qualification pour la Coupe des clubs champions 1998-1999                           |
|  | Qualification pour la Coupe des Coupes 1998-1999                                    |
|  | T : Tenant du titre C : Vainqueur de la Coupe d'Inde P : Promu de deuxième division |

## Bilan de la saison
| Championnat d'Inde de football 1997-1998                        |                                |
| Champion                                                        | Mohun Bagan (1er titre)        |
| Coupes et trophées                                              |                                |
| Vainqueur de la Coupe d'Inde 1997-1998                          | Salgaocar SC                   |
| Qualifications continentales                                    |                                |
| Coupe des clubs champions 1998-1999                             | Kingfisher East Bengal         |
| Coupe des Coupes 1998-1999                                      | Salgaocar SC                   |
| Promotions et relégations                                       |                                |
| Promus en Championnat d'Inde de football                        | Tollygunge Agragami            |
| Promus en Championnat d'Inde de football                        | Indian Telephone Industries SC |
| Relégués en Championnat d'Inde de football de deuxième division | Aucun                          |